# Gola-Tiwai Complex
Het Gola-Tiwai Complex is de benaming gegeven aan de samenvoeging van twee natuurgebieden in Sierra Leone, met name het Gola Rainforest National Park en het Tiwai Island Wildlife Sanctuary.
Het Gola Rainforest National Park werd uitgeroepen door president Ernest Bai Koroma en in december 2010 door het parlement van Sierra Leone vastgesteld. Het park is een samenvoeging van Gola North Forest Reserve, Gola East Forest Reserve en Gola West Forest Reserves, en is het tweede nationale park van Sierra Leone. Het werd officieel geopend in december 2011, tijdens een ceremonie gehouden door Koroma.
Het Tiwai Island Wildlife Sanctuary op Tiwai Island (Mende voor 'Groot Eiland') is een natuurreservaat en toeristische trekpleister in Sierra Leone. Tiwai wordt gerund door de niet-gouvernementele organisatie Environmental Foundation for Africa.  Het riviereiland is 12 vierkante kilometer groot en ligt in de Moa-rivier in de Southern provincie. Het is ook een van de grootste eilanden in het binnenland van het land.
In een samengevoegde erkenning van het Gola Rainforest National Park en het Tiwai Island Wildlife Sanctuary werden deze twee natuurgebieden in juli 2025 tijdens de 47e sessie van de Commissie voor het Werelderfgoed in Parijs erkend als UNESCO natuur-werelderfgoed en onder de titel "Gola-Tiwai Complex" aan de werelderfgoedlijst toegevoegd. De samengestelde erfgoedsites maken deel uit van het Greater Gola Landscape en ligt in het Upper Guinean Forest, een hotspot voor biodiversiteit. Het gebied herbergt meer dan 1.000 plantensoorten (113 endemisch), 55 zoogdieren (19 wereldwijd bedreigd) en belangrijke soorten zoals de Afrikaanse bosolifant en het dwergnijlpaard. Het ondersteunt ook tot 448 vogelsoorten, waaronder de bedreigde witnekkaalkopkraai. De site is rijk aan zoetwatervissen, vlinders en libellen en biedt vitale habitats en ecosysteemdiensten, die een hoge instandhoudingswaarde en ecologische integriteit weerspiegelen.